# Конспирация 58
«Конспирация 58» (швед. Konspiration 58) — шведский псевдодокументальный фильм 2002 года, снятый телекомпанией Sveriges Television. Фильм построен как журналистское расследование, доказывающее, что чемпионат мира по футболу 1958 года в Швеции на самом деле не проходил и являл собой фальшивую телевизионную подделку, созданную американским и шведским телевидением при взаимодействии с ЦРУ и ФИФА в ходе холодной войны. Согласно сюжету, мотив американской стороны состоял в том, чтобы проверить эффективность и работоспособность телевизионной пропаганды.
По ходу фильма ни разу не заявляется о псевдодокументальности перечисляемых аргументов и фактов, таким образом складывается впечатление, что фильм «Конспирация 58» является документальным.

## Сюжет
Повествование в фильме ведётся от лица шведского историка Брура Жака де Ваерна, который в 1959 году основал организацию «Конспирация 58», деятельность которой сводится к развенчиванию мифа о том, что чемпионат мира по футболу 1958 года проходил в Швеции. Согласно данным организации, чемпионат мира на самом деле проходил в Северной Америке. На протяжении более чем 20 лет видные историки изучили огромное количество документов, указывающих на то, что в 1958 году в Швеции ничего не происходило. В качестве аргументов приводятся документальные записи матчей, в которых на заднем плане можно увидеть дома, которых никогда не было в шведских городах. Вместе с тем в фильме анализируются тени, которые падают от игроков на игровое поле: согласно исследованиям положения солнца в это время года в Швеции, такие тени невозможны.
Усиливает эффект псевдодокументальности участие в картине в качестве интервьюируемых реальных связанных с футболом личностей, включая действующего на тот момент президента УЕФА Леннарта Юханссона, шведских футболистов — участников того чемпионата: Агне Симонссона, Курта Хамрина, Сигге Парлинга, а также ряда ведущих шведских исследователей спорта.
Создатели фильма, согласно собственным утверждениям, главной целью фильма ставили продемонстрировать зрителю, как может работать исторический ревизионизм, и вместе с тем подчеркнуть важность критики источников при получении информации от СМИ.